# みうら (巡視船・3代)
「みうら」（JCG Miura, PL-22）は、海上保安庁の巡視船。海上保安学校の5代目の練習船として運用されているほか、災害対応型巡視船として設計されていることもあり、大規模な災害が発生したときは被災地において救援活動などを実施する。

## 設計

### 船体
本船の設計は、平成2年度計画で海上保安大学校の練習船として建造されていた「こじま」をもとにして、その運用実績を加味して改正するとともに、「いず」と同様の「災害対応型」としたものとなっている。船型は長船首楼平甲板型、船質は鋼である。
第1・2および小会議室の計3室を設けており、平時には学生公室、学生教室、特別公室として使用する一方、災害時には、関係機関との連絡調整会議室、病人収容区画、対策本部会議室としての使用を想定している。また下甲板後部には60名を収容可能な居室が設けられており、平時には学生居住区として用いられている。最大搭載人員は150名だが、これらの施設を活用することで、3時間以内なら1,000名まで収容できる。
船尾甲板は訓練甲板とされているが、ヘリコプター甲板としても使用できるよう強度的に配慮されている。また「いず」の運用実績をもとにフィンスタビライザーを装備したほか、船橋構造後端の高所には減揺タンクも備えられている。

### 機関
主機関としては、減速機付きの新潟8MG32CLX中速ディーゼルエンジン2基を搭載した。推進器は4翼スキュー型内旋式の可変ピッチ・プロペラ（CPP）を用いている。舵は2舵として操縦性能を良好としており、またバウスラスターも備えている。
主電源は給電の連続性や設備スペース、経済性を考慮して、ディーゼルエンジンを原動機とする等出力の発電機3セットを搭載した。停泊時は1基、航行中は2基、出入港などは3基の並列運転を行うこととしている。

## 装備
指揮機能の集約化が進められており、操舵室に操船区画、OIC（Operation Information Center）区画や通信区画を配置している。操船区画に主機等遠隔操縦盤、航海情報表示装置、警備救難情報表示装置など、またOIC区画にも警備救難情報表示装置の副表示器が設置されている。なお練習船としての性格から、操船区画の主機等遠隔操縦盤とは別に、補機室にも機関制御室が設けられ、機関演習に活用されるほか、OIC区画や通信区画は航海演習および通信演習にも用いられる。
船首楼甲板には医療区画が設けられており、手術台2基、病床2床を備えている。吸引装置など応急手術にも対応可能な機器が配置されている。また大人数の乗船を想定して、調理室も所要のスペースを確保しているほか、調理演習室として使えるように調理台を増設している。糧食庫も充分に確保されており、また糧食の迅速な積み込み・積み出しを想定して、糧食区画から調理室を経て船首楼甲板に至る貨物専用エレベータを設けている。荷役設備としては、大型クレーン1基と雑用クレーン2基を設置している。